# 伊拉尼
伊拉尼是巴西圣卡塔琳娜州的一个市镇。总面积321559.52平方公里，总人口9313人，人口密度0人/平方公里。